# Ischnoscopa chalcistis
Ischnoscopa chalcistis är en fjärilsart som beskrevs av George Francis Hampson 1916. Ischnoscopa chalcistis ingår i släktet Ischnoscopa och familjen Crambidae. Inga underarter finns listade i Catalogue of Life.